# Matthew Herbert
Matthew Herbert (* 1972) je anglický diskžokej a hudební producent. Věnuje se převážně elektronické hudbě a rovněž tvoří remixy písní jiných autorů. V roce 2003 vydal album Goodbye Swingtime nahrané za doprovodu jazzových hudebníků. Na albu kombinuje jazz s elektronickou hudbu. Další takové album, nazvané There's Me and There's You, vydal v říjnu roku 2008. Během své kariéry vydal řadu dalších alb. Rovněž spolupracoval s mnoha dalšími hudebníky, mezi něž patří například Róisín Murphy, Patrick Wolf a Björk.